# Fred Fisher
Fred Fisher (Colonia, 30 settembre 1875 – New York, 14 gennaio 1942) è stato un cantautore statunitense.

## Biografia
Fred Fisher è nato a Colonia, in Germania ed è emigrato negli Stati Uniti nel 1900. Compose la sua prima hit nel 1906, intitolata If the Man In the Moon Were a Coon. La canzone combina due temi popolari molto comuni: la moon song e la coon song. In una sua raccolta di canzoni ha collaborato con Alfred Bryan.
Tra le sue canzoni, conosciamo Come Josephine In My Flying Machine, Peg O' My Heart, They Go Wild, Simply Wild, Over Me, Dardanella, Chicago, That's When Your Heartaches Begin (la versione più nota è stata più volte registrata da Elvis Presley) e Your Feet's Too Big. La sua musica è stata utilizzata anche al cinema.
Fisher muore a New York. Anche i suoi figli Dan e Marvin e sua figlia Doris hanno intrapreso una carriera musicale.
È stato inserito nella Songwriters Hall of Fame nel 1970.

## Filmografia
- Eyes of the Soul, regia di Emile Chautard (1919)